# Monasterio de Santa María la Real (Tórtoles de Esgueva)
El monasterio de Santa María la Real se encuentra en la localidad de Tórtoles de Esgueva, actual provincia de Burgos, España. Se localiza muy cerca del monasterio de San Pelayo de Cerrato (Palencia), a unos 30 km al norte de Peñafiel y pertenecía a la diócesis de Burgos.

Está situado en la parte alta de la localidad, junto a las copiosas fuentes que sirvieron para regar sus huertas. 

El núcleo del edificio monacal, originario del siglo XII con sucesivas ampliaciones, está compuesto por iglesia, capilla de los fundadores y sala capitular situados en torno al claustro, que se conservan sin uso religioso, pues las monjas se trasladaron a Aranda de Duero no hace muchos años.
El recinto fue terminado de restaurar en 2008. Actualmente es propiedad particular, albergando una posada rural, una quesería artesanal y una residencia de la tercera edad.

## Historia
La iglesia de Santa María de Tórtoles, situada a las afueras de esta localidad, fue dada por sus dueños, Melendo Armíldez y María su mujer en 1152 al monasterio de La Vid para que ese monasterio o el de San Pelayo de Cevico, pertenecientes a la orden premonstratense, establecieran una pequeña comunidad; caso de no efectuarlo, la iglesia y sus posesiones volverían a poder de la familia de los donantes. 
La iglesia de Tórtoles se cita con esa dependencia de La Vid en una bula de Alejandro III fechada en 1163. Después sabemos que Gonzalo Pérez de Torquemada y su mujer María Armíldez, nieta de Melendo Armíldez, firmaron un contrato con el abad de La Vid, Domingo, muerto en 1186, en virtud del cual se establecería en dicha iglesia un priorato de la Orden, compuesto de un prior y seis canónigos, bajo la obediencia de dicho abad y sus sucesores.
No habiéndose fundado dicho priorato, o disuelto de allí a poco, el matrimonio concibió el proyecto de establecer un monasterio de monjas benedictinas, adquiriendo a este efecto la villa de Tórtoles, que pertenecía mancomunadamente a María Armíldez y sus hermanos, así como otras posesiones de la comarca. Trasladó a ella la comunidad de San Millán de Frandovínez, donde era abadesa una hermana de Gonzalo Pérez de Torquemada, y desde 1194 a 1198 organizó definitivamente su establecimiento, construyendo los edificios monásticos y agrandando la iglesia románica, que aún subsiste.
Además de los bienes que ya tenía en Frandovínez, se dotó a la comunidad con el señorío de la villa de Tórtoles y diversas posesiones propias de María Armíldez o compradas por ella y su esposo.
Para liberarla del patronato de la familia, se consiguió que Alfonso VIII la recibiese bajo su autoridad y amparo; igualmente, en 1199, se obtuvieron de la Santa Sede la bula de aprobación del monasterio, por las que quedaba bajo la protección y defensa del Papa, con todas las prerrogativas que esta protección llevaba consigo, y otras varias, las cuales conferían al monasterio una exención del obispo diocesano, a la sazón el de Burgos.
Alfonso VIII amplió su dotación en 1200 y 1207, otorgándole bienes en Ríofrancos y en la provincia de Toledo, aunque con usufructo de estos últimos por parte de Gonzalo Pérez y su mujer María, que se titulaba señora de Tórtoles y su monasterio. Esta dama, después de enviudar hacia 1208, aunque tomó el hábito en él, acaso en condición de terciaria o viuda, vivía con frecuencia en Toledo, donde radicaba la parte principal de su patrimonio.
En Toledo la vemos hasta 1230, acaso hasta 1233; probablemente murió en dicha ciudad, pero sus restos mortales fueron trasladados a Tórtoles, donde descansan al lado de los de Gonzalo Pérez de Torquemada.

## Descripción

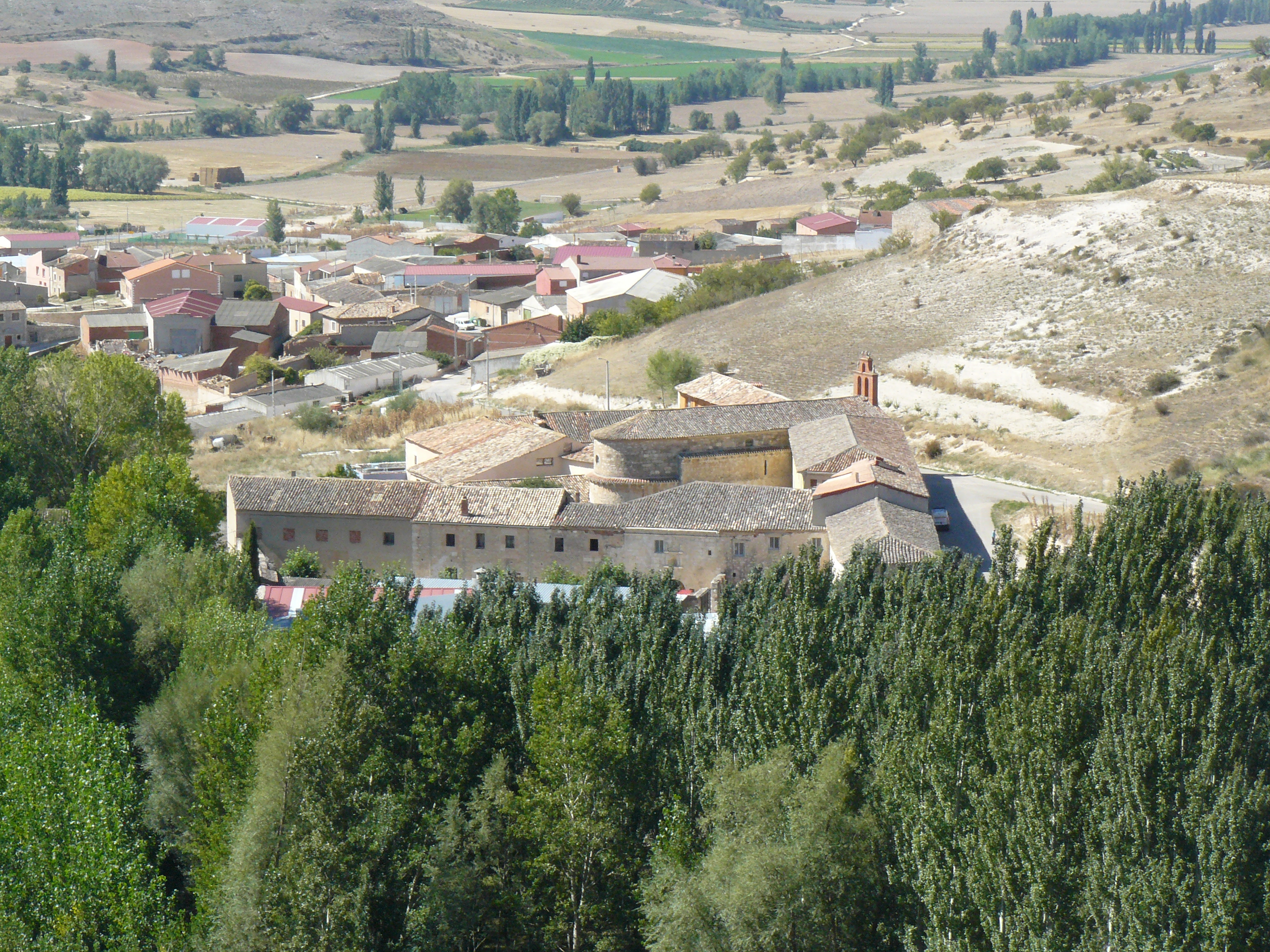
Monasterio de Tórtoles
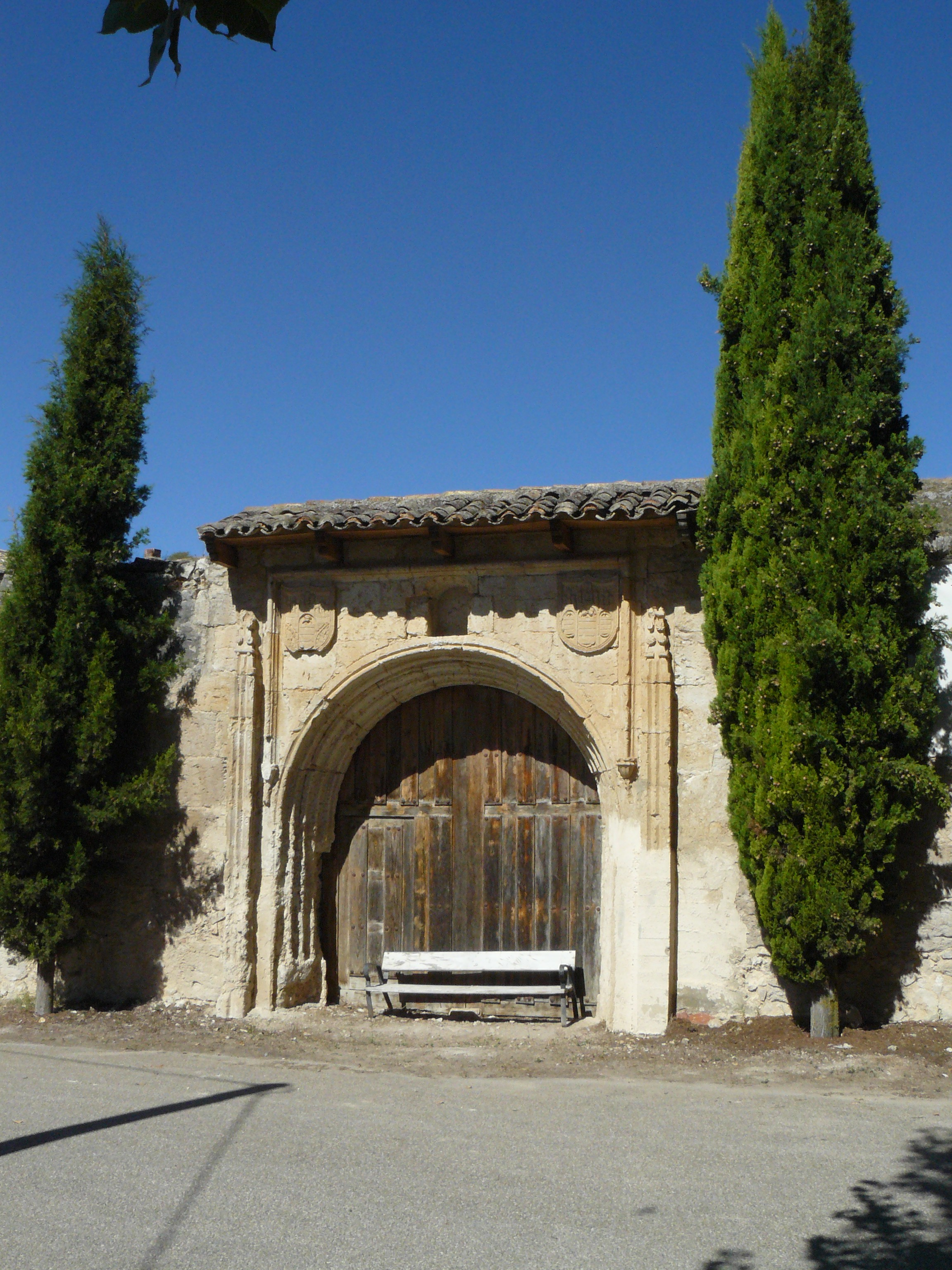
Pórtico del monasterio

### Planta
De estilo románico, siglo XII, su planta es rectangular de una sola nave, rematada por ábside semicircular, con contrafuertes en la nave y ábside.
La nave (2) de dos tramos, cubierta con bóveda de cañón apuntado soportada por contrafuertes que alcanzan la cornisa, está rematada por arco de triunfo apuntado, que da paso a un presbiterio (3) de tramo recto con bóveda de sillería de cañón apuntado y ábside (4) pentagonal en el exterior con contrafuertes, semicircular en el interior y bóveda de horno reforzada por nervaduras.
El acceso al templo se realiza desde el interior del monasterio mediante un vano (1) en el pie de la nave. Existen también un pórtico (7) y un vano cegado (6) en la fachada norte.
La iluminación está resuelta mediante vanos apuntados y aspillados al exterior en cada paño del ábside y tres vanos rectangulares en el segundo tramo de la nave.
En el lado noroccidental se encuentra adosada una torre (8) de dos plantas. 
El exterior fue realizado parte en sillería y parte en mampostería, utilizándose sillería de buena calidad en el interior.

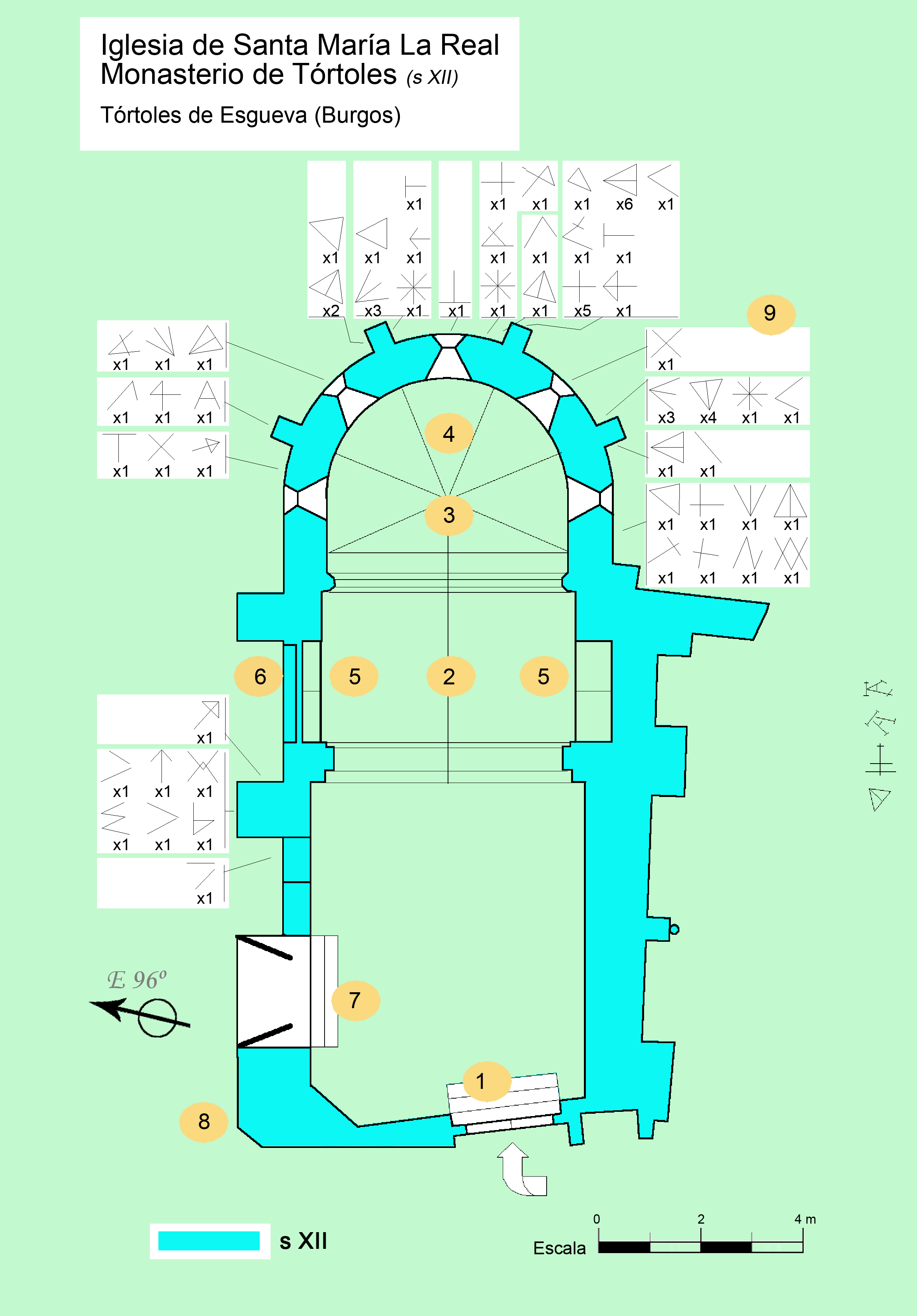
Aprox. a la planta de la Iglesia de Santa María La Real.
Marcas de cantería

Leyenda de la imagen
1. Pórtico Oeste, acceso al templo.
2. Nave.
3. Presbiterio.
4. Altar Mayor y Ábside.
5. Capillas.
6. Acceso norte; cegado.
7. Pórtico Norte.
8. Torre.
9. Marcas de cantería.

### Marcas de cantería
Se han identificado un total de 70 marcas de 32 tipos diferentes que se distribuyen de la siguiente forma.
| Ubicación     | Ubicación    | Tipo   | Tipo     | Tipo       | Tipo        | Tipo  |
| Zona          | Total signos | Normal | Especial | Ideogramas | Inscripción | Otros |
| ------------- | ------------ | ------ | -------- | ---------- | ----------- | ----- |
| Ábside        | 62           | 24     |          |            |             |       |
| Fachada norte | 8            | 8      |          |            |             |       |